# Grand Prix Španělska 2023
Grand Prix Španělska 2023 (oficiálně Formula 1 AWS Gran Premio de España 2023) se jela na okruhu Circuit de Catalunya v Montmeló ve Španělsku dne 4. června 2023. Závod byl sedmým v pořadí v sezóně 2023 šampionátu Formule 1.

## Kvalifikace
Kvalifikace se uskutečnila 3. června 2023 v 16:00 místního času (UTC+2). 
| Poř.                        | Č. | Jezdec           | Konstruktér                  | Časy v kvalifikaci | Časy v kvalifikaci | Časy v kvalifikaci | Pořadí na startu |
| Poř.                        | Č. | Jezdec           | Konstruktér                  | Q1                 | Q2                 | Q3                 | Pořadí na startu |
| --------------------------- | -- | ---------------- | ---------------------------- | ------------------ | ------------------ | ------------------ | ---------------- |
| 1                           | 1  | Max Verstappen   | Red Bull Racing-Honda RBPT   | 1:13.615           | 1:12.760           | 1:12.272           | 1                |
| 2                           | 55 | Carlos Sainz Jr. | Ferrari                      | 1:13.411           | 1:12.790           | 1:12.734           | 2                |
| 3                           | 4  | Lando Norris     | McLaren-Mercedes             | 1:13.295           | 1:12.776           | 1:12.792           | 3                |
| 4                           | 10 | Pierre Gasly     | Alpine-Renault               | 1:13.471           | 1:13.186           | 1:12.816           | 10               |
| 5                           | 44 | Lewis Hamilton   | Mercedes                     | 1:12.937           | 1:12.999           | 1:12.818           | 4                |
| 6                           | 18 | Lance Stroll     | Aston Martin Aramco-Mercedes | 1:13.766           | 1:13.082           | 1:12.994           | 5                |
| 7                           | 31 | Esteban Ocon     | Alpine-Renault               | 1:13.433           | 1:13.001           | 1:13.083           | 6                |
| 8                           | 27 | Nico Hülkenberg  | Haas-Ferrari                 | 1:13.420           | 1:13.283           | 1:13.229           | 7                |
| 9                           | 14 | Fernando Alonso  | Aston Martin Aramco-Mercedes | 1:13.747           | 1:13.098           | 1:13.507           | 8                |
| 10                          | 81 | Oscar Piastri    | McLaren-Mercedes             | 1:13.691           | 1:13.059           | 1:13.682           | 9                |
| 11                          | 11 | Sergio Pérez     | Red Bull Racing-Honda RBPT   | 1:13.874           | 1:13.334           |                    | 11               |
| 12                          | 63 | George Russell   | Mercedes                     | 1:13.326           | 1:13.447           |                    | 12               |
| 13                          | 24 | Čou Kuan-jü      | Alfa Romeo-Ferrari           | 1:13.677           | 1:13.521           |                    | 13               |
| 14                          | 21 | Nyck de Vries    | AlphaTauri-Honda RBPT        | 1:13.581           | 1:14.083           |                    | 14               |
| 15                          | 22 | Júki Cunoda      | AlphaTauri-Honda RBPT        | 1:13.862           | 1:14.477           |                    | 15               |
| 16                          | 77 | Valtteri Bottas  | Alfa Romeo-Ferrari           | 1:13.977           |                    |                    | 16               |
| 17                          | 20 | Kevin Magnussen  | Haas-Ferrari                 | 1:14.042           |                    |                    | 17               |
| 18                          | 23 | Alexander Albon  | Williams-Mercedes            | 1:14.063           |                    |                    | 18               |
| 19                          | 16 | Charles Leclerc  | Ferrari                      | 1:14.079           |                    |                    | PL               |
| 20                          | 2  | Logan Sargeant   | Williams-Mercedes            | 1:14.699           |                    |                    | PL               |
| 107 % času vítěze: 1:18.042 |    |                  |                              |                    |                    |                    |                  |
| Zdroj:                      |    |                  |                              |                    |                    |                    |                  |

Poznámky
1. ↑  Pierre Gasly obdržel dvě penalizace 3 míst za zdržení Carlose Sainze a Maxe Verstappenena v první části kvalifikace.
2. ↑  Charles Leclerc se kvalifikoval jako 19., ale obdržel penalizaci 15 míst za překročení maximálního povoleného množství komponent motoru. Z důvodu úprav vozu během parc fermé musel odstartovat z pitlane.
3. ↑  Logan Sargeant se kvalifikoval jako 20., ale z důvodu úprav vozu během parc fermé musel odstartovat z pitlane.

## Závod
Závod se uskutečnil 4. června 2023 v 15:00 místního času (UTC+2). 
| Poř.                                                                                 | No. | Jezdec           | Konstruktér                  | Počet kol | Čas/Odstoupení | Start | Body |
| ------------------------------------------------------------------------------------ | --- | ---------------- | ---------------------------- | --------- | -------------- | ----- | ---- |
| 1                                                                                    | 1   | Max Verstappen   | Red Bull Racing-Honda RBPT   | 66        | 1:27:57.940    | 1     | 26   |
| 2                                                                                    | 44  | Lewis Hamilton   | Mercedes                     | 66        | +24.090        | 4     | 18   |
| 3                                                                                    | 63  | George Russell   | Mercedes                     | 66        | +32.389        | 12    | 15   |
| 4                                                                                    | 11  | Sergio Pérez     | Red Bull Racing-Honda RBPT   | 66        | +35.812        | 11    | 12   |
| 5                                                                                    | 55  | Carlos Sainz Jr. | Ferrari                      | 66        | +45.698        | 2     | 10   |
| 6                                                                                    | 18  | Lance Stroll     | Aston Martin Aramco-Mercedes | 66        | +1:03.320      | 5     | 8    |
| 7                                                                                    | 14  | Fernando Alonso  | Aston Martin Aramco-Mercedes | 66        | +1:04.127      | 8     | 6    |
| 8                                                                                    | 31  | Esteban Ocon     | Alpine-Renault               | 66        | +1:09.242      | 6     | 4    |
| 9                                                                                    | 24  | Čou Kuan-jü      | Alfa Romeo-Ferrari           | 66        | +1:11.878      | 13    | 2    |
| 10                                                                                   | 10  | Pierre Gasly     | Alpine-Renault               | 66        | +1:13.530      | 10    | 1    |
| 11                                                                                   | 16  | Charles Leclerc  | Ferrari                      | 66        | +1:14.419      | PL    |      |
| 12                                                                                   | 22  | Júki Cunoda      | AlphaTauri-Honda RBPT        | 66        | +1:15.416      | 15    |      |
| 13                                                                                   | 81  | Oscar Piastri    | McLaren-Mercedes             | 65        | +1 kolo        | 9     |      |
| 14                                                                                   | 21  | Nyck de Vries    | AlphaTauri-Honda RBPT        | 65        | +1 kolo        | 14    |      |
| 15                                                                                   | 27  | Nico Hülkenberg  | Haas-Ferrari                 | 65        | +1 kolo        | 7     |      |
| 16                                                                                   | 23  | Alexander Albon  | Williams-Mercedes            | 65        | +1 kolo        | 18    |      |
| 17                                                                                   | 4   | Lando Norris     | McLaren-Mercedes             | 65        | +1 kolo        | 3     |      |
| 18                                                                                   | 20  | Kevin Magnussen  | Haas-Ferrari                 | 65        | +1 kolo        | 17    |      |
| 19                                                                                   | 77  | Valtteri Bottas  | Alfa Romeo-Ferrari           | 65        | +1 kolo        | 16    |      |
| 20                                                                                   | 2   | Logan Sargeant   | Williams-Mercedes            | 65        | +1 kolo        | PL    |      |
| Nejrychlejší kolo: Max Verstappen (Red Bull Racing-Honda RBPT) – 1:16.330 (61. kolo) |     |                  |                              |           |                |       |      |
| Zdroj:                                                                               |     |                  |                              |           |                |       |      |

Poznámky
1. ↑  Včetně bodu za nejrychlejší kolo.
2. ↑  Júki Cunoda skončil devátý, ale obdržel penalizaci 5 sekund za vytlačení Kuan-jü Čoua mimo trať.

## Průběžné pořadí po závodě
|        | Pořadí | Jezdec          | Body |
| ------ | ------ | --------------- | ---- |
|        | 1      | Max Verstappen  | 170  |
|        | 2      | Sergio Pérez    | 117  |
|        | 3      | Fernando Alonso | 99   |
|        | 4      | Lewis Hamilton  | 87   |
|        | 5      | George Russell  | 65   |
| Zdroj: |        |                 |      |

|        | Pořadí | Konstruktér                  | Body |
| ------ | ------ | ---------------------------- | ---- |
|        | 1      | Red Bull Racing-Honda RBPT   | 287  |
| 1      | 2      | Mercedes                     | 152  |
| 1      | 3      | Aston Martin Aramco-Mercedes | 134  |
|        | 4      | Ferrari                      | 100  |
|        | 5      | Alpine-Renault               | 40   |
| Zdroj: |        |                              |      |